# El Carnerito
El Carnerito är en ort i Mexiko.   Den ligger i kommunen General Francisco R. Murguía och delstaten Zacatecas, i den centrala delen av landet, 700 km nordväst om huvudstaden Mexico City. El Carnerito ligger 2 196 meter över havet och antalet invånare är 179.
Terrängen runt El Carnerito är platt åt sydväst, men åt nordost är den kuperad. Runt El Carnerito är det mycket glesbefolkat, med 3 invånare per kvadratkilometer. Närmaste större samhälle är Nieves, 18,2 km sydost om El Carnerito. Omgivningarna runt El Carnerito är i huvudsak ett öppet busklandskap.